# SH-2 (プロセッサ)

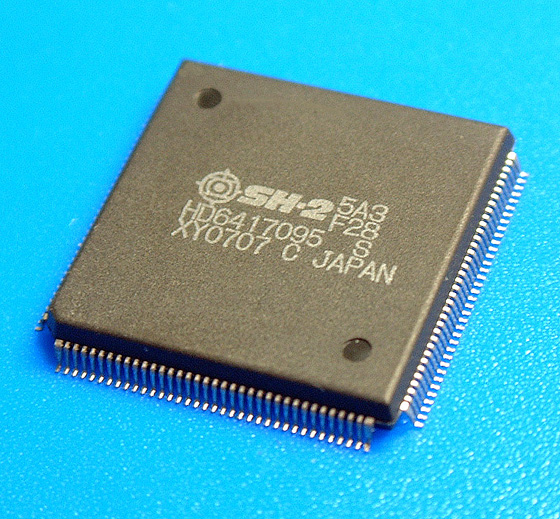
スーパー32X,セガサターン用SH-2 HD6417095

SH-2は、日立製作所（現ルネサス エレクトロニクス）が開発した32ビットRISC CPU。SuperH（スーパー日立）シリーズの一つ。1994年6月に量産開始。

## 概要
SH-2は元々、組み込み用32ビット RISCプロセッサであるSHシリーズ（SH-1）を、当時セガが開発していた32ビットゲーム機セガサターンへの搭載を念頭に改修した製品である。
SuperH RISC engine（SHシリーズ）は、当時の組み込み向け32ビットプロセッサと比較して、命令長を16ビットに縮小するなどメモリ効率を向上させた、高速かつ高機能なプロセッサであったが、採用用途が限られ知名度と実績はいまひとつであった。また、当時日立の研究所で開発中であった情報端末で採用したいとの要望が社内であり、当時としては実験的な意味合いが強かったがマルチプロセッサ機能も組み込まれていた。
SH-2の量産に入る直前の1993年夏になって、競合ゲーム機の3Dポリゴン性能を知ったセガから大幅な性能向上の要望が出された。日立はこのマルチプロセッサ機能を活用することでその要望に答えることとした。CPUのMIPS値においても当時ライバルゲーム機の『3DO』が採用していたARM60やインテルのi960、NEC HE『PC-FX』や任天堂『バーチャルボーイ』などに採用されたNECのV810が10 - 15MIPSであったため、セガも当初は10 - 20MIPS程度の数値的目標を予定していた。しかしSH-2はそれらを大きく上回る25MIPSであった事から、セガサターンにはSH-2の採用が見送られるどころか、逆にマルチプロセッサ機能を活かして3Dポリゴン性能の演算処理向上を図るべくセガサターン本体1台につきSH-2が2個搭載される事となり、1994年当時の”次世代ゲーム機戦争”としてマスコミや多くのメディアに取り上げられた事もあって、SHシリーズの知名度は大きく向上した。
また、メガドライブの周辺機器であるスーパー32Xにも20MHz仕様のSH-2が2個搭載されただけでなく、セガサターンにはCD-ROMドライブの制御用チップとしてSH-1も一緒に搭載されたため、それまで月数千個だったSHシリーズの製造数は1994年7月には同年秋に発売されるセガサターン向けSH-2だけで月産20万個ペースに、その後もセガサターンの普及に伴い1997年3月には累計出荷数約1,500万個以上、最終的には2,000万個近くに上り、一気に世界シェア第2位のRISC型組み込みCPUに躍り出た。
設計コストの償却を早々に終えたことから価格を低下させ、その後DRAMインタフェースや入出力インタフェース、周辺インタフェースの内蔵ラインナップを増加させることにより、組み込み用国産プロセッサの定番チップとしてシェアを確保することに成功している。大口顧客として当初は利益率の低かったセガサターン向けSH-2も、微細化や2個のSH-2を1チップにしたものなどの投入で改善させた。
後に高クロック・高機能化したSH-3を経て、より高速なSH-4が登場し、これもセガの後継ゲーム機ドリームキャストに搭載された。その後、セガはコンシューマ市場へのハードウェア供給から撤退することになったため、SHシリーズもSH-5を最後に高クロック化を一時中断し、携帯電話向けのシリーズにシフトしていった。

## 主な仕様
- 汎用レジスタ ： 32ビット長16本
- メモリバス ： 32ビット
- 命令 ： 命令長16ビット、61命令
- Dhrystone MIPS ： 25MIPS（28.5MHz時）
- キャッシュ ： 4Kbytes、命令/データ混在、4-way set associative、Write-Thru、LRU、ラインサイズ16byte
- インターフェイス ： Synchronous DRAMインターフェイス、DMAコントローラ×2、シリアルインタフェース、タイマなど
- パッケージ ： 144ピンQuad Flat Package
- トランジスタ数 ： 450,000個
- 電源電圧 ： 3Vから5.5V
- チップサイズ ： 9.52mm×8.66mm
- プロセス ： 0.8μ2層アルミCMOS

## 応用製品
- SHシリーズは本来組み込み向けであり、情報家電やカーナビゲーションシステムなどに搭載されている。
- SH-2はSuperH RISC engineの中でも一番ラインナップが多く、アーケードゲーム基板をはじめ自動車のエンジン制御分野などでも採用され、各種制御機器、通信機器への採用例が多い。現在はSH-2Aなど高速版も発売されている。
- SH-DSPは、HDD制御やHDD/DVDレコーダ制御などでも採用されている。